# Kontrust
Kontrust – crossoverowy zespół muzyczny z Austrii.

## Historia
Kontrust powstał w 2000 roku. Do końca 2003 roku zespół wydał dwa minialbumy, które prezentowały hardcorowe brzmienie.
W 2005 roku do zespołu dołączyła wokalistka Agata Jarosz (Polka) oraz basista Gregor Kutschera. W tym samym roku ukazał się nowy album o zupełnie odmiennym brzmieniu niż dotychczas. Na albumie pojawiły się piosenki w sześciu różnych językach, oprócz tego prezentował łagodniejsze brzmienie w stosunku do minialbumów. Od tego czasu sami zaczęli określać swoją muzykę jako tribal crossover.
W 2006 roku zespół otrzymał nagrodę Austrian Newcomer Award 2006 oraz Audience Award.
Kontrust występował na scenie między innymi z: Ill Niño, Biohazard, Molotov, Downset, Sportfreunde Stiller, Farmer Boys, Emil Bulls, Donots.
21 czerwca 2009 roku zespół zagrał na austriackim festiwalu Nova Rock Festival.
5 sierpnia 2011 roku Kontrust zagrał na XVII Przystanku Woodstock. Występ ten jest uznawany za jeden z najlepszych tej edycji festiwalu.

## Aktualni członkowie
- Agata Jarosz – śpiew
- Stefan Lichtenberger – śpiew
- Robert Ehgartner – gitara
- Gregor Kutschera – gitara basowa
- Roman Gaisböck – perkusja, sample
- Manuel Haglmüller – perkusja

## Dyskografia

### Albumy
| # | Tytuł                  | Rok  |
| - | ---------------------- | ---- |
| 1 | Teamspirit 55 EP       | 2001 |
| 2 | Make Me Blind EP       | 2003 |
| 3 | We!come Home           | 2005 |
| 4 | Time to Tango          | 2009 |
| 5 | Czas na Tango          | 2011 |
| 6 | Second Hand Wonderland | 2012 |
| 7 | Explositive            | 2014 |

### Single
| # | Tytuł          | Rok  |
| - | -------------- | ---- |
| 1 | Phono Sapiens  | 2006 |
| 2 | Go             | 2008 |
| 3 | The Smash Song | 2009 |
| 4 | Bomba          | 2009 |
| 5 | On the Run     | 2010 |
| 6 | Zero           | 2010 |
| 7 | Sock 'N' Doll  | 2012 |

### Teledyski
| # | Tytuł             | Rok  | Reżyser       | Album                  |
| - | ----------------- | ---- | ------------- | ---------------------- |
| 1 | „Phono Sapiens”   | 2006 | Florian Neiss | We!come Home           |
| 2 | „The Smash Song”  | 2009 | -             | Time to Tango          |
| 3 | „Bomba”           | 2009 | -             | Time to Tango          |
| 4 | „On the Run”      | 2009 | -             | Time to Tango          |
| 5 | „Zero”            | 2010 | -             | Time to Tango          |
| 6 | „Sock 'N' Doll”   | 2012 | -             | Second Hand Wonderland |
| 7 | „Just Propaganda” | 2014 | -             | Explositive            |
| 8 | „Dance”           | 2016 | -             | Explositive            |